# Domaine d'Uto
Le domaine d'Uto (宇土藩, Uto-han) est un domaine féodal japonais de l'époque d'Edo. Il est associé à la province de Higo qui correspond à l'actuelle préfecture de Kumamoto.
Dans le système han, Uto est une abstraction politique et économique fondée sur des enquêtes cadastrales périodiques et les rendements agricoles prévus. En d'autres termes, le domaine est défini en termes de kokudaka et non de superficie du terrain, ce qui est différent de la féodalité occidentale.

## Histoire
Dirigé par une branche cadette du clan Hosokawa de Kumamoto, le domaine d'Uto (30 000 koku) est créé dans la province de Higo lorsque Hosokawa Tadaoki abdique de telle sorte que Hosokawa Tatsutaka puisse hériter d'un fief au décès de son père. Cependant, Tatsutaka décède la même année et les droits de succession sont transférés à son premier fils, Hosokawa Yukitaka (1637-1690), de sorte que lui et ses jeunes frères et sœurs ne soient pas laissés pauvres. L'enfant Yukitaka devient ainsi le premier seigneur du domaine d'Uto nouvellement créé à la mort de son père en 1646. Il devient également chef d'une branche cadette du clan Hosokawa.

## Liste des daimyos
Les daimyos (héréditaires) sont chefs du clan et à la tête du domaine.
- Clan Hosokawa, 1646-1870 (tozama ; 30 000 koku)[5]

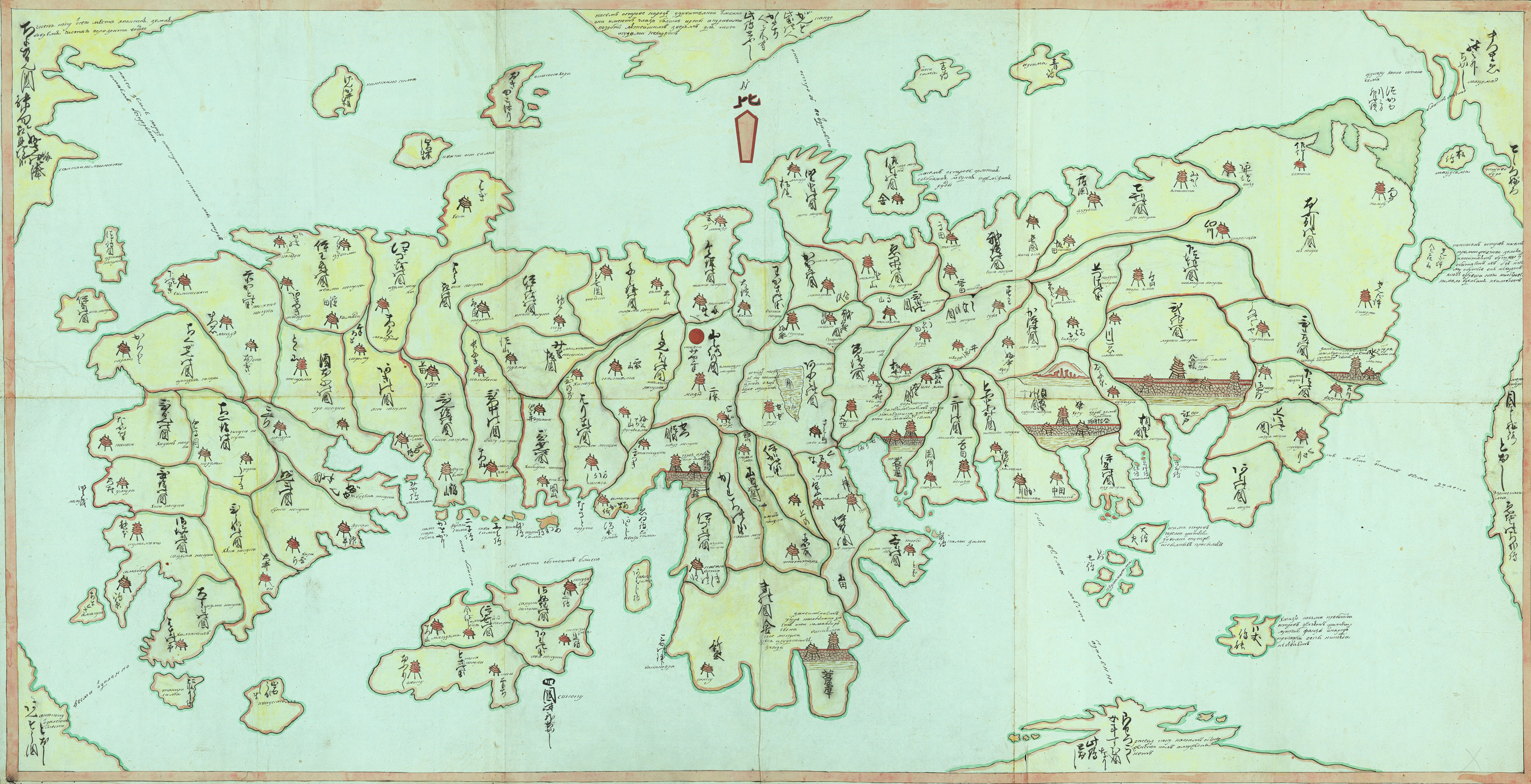
Carte du Japon (1789) où sont répartis les han du pays.

1. Yukitaka[6],[7]
2. Hosokawa Aritaka
3. Hosokawa Okinari
4. Hosokawa Okisato
5. Hosokawa Okinori
6. Hosokawa Tatsuhiro[8]
7. Hosokawa Tatsuyuki
8. Hosokawa Tatsumasa
9. Hosokawa Yukika
10. Hosokawa Tatsunori
11. Hosokawa Yukizane

## Source de la traduction
- (en) Cet article est partiellement ou en totalité issu de l’article de Wikipédia en anglais intitulé « Uto Domain » (voir la liste des auteurs).